# Annétthe Zettergren
Annétthe Maria Margaretha Zettergren, ursprungligen Jansson, född 19 oktober 1954 i Söderfors församling, Uppsala län, är en svensk sjukgymnast och tidigare landstingspolitiker för Moderaterna.

## Yrkesliv
Zettergren driver det egna företaget Dalens sjukgymnastik med tidigare uppdrag åt Landstinget i Värmland. Hon fick sin legitimation som sjukgymnast 1985. 1 juli 2014 anmälde Inspektionen för vård och omsorg (IVO) Zettergren till Hälso- och sjukvårdens ansvarsnämnd (HSAN) vilket ledde till att HSAN återkallade hennes legitimation som sjukgymnast i november 2014.

## Politiker
Som politiker var Zettergren bland annat ledamot av kommunfullmäktige i Torsby,, ledamot av landstingsstyrelsen, ledamot av polisstyrelsen för Värmland under mandatperioden 2011-2014 och ordförande för hjälpmedelsnämnden inom Landstinget i Värmland 2010-2012. Hon satt även i landstingets folkhälso- och tandvårdsutskott.

## Övrig verksamhet
År 2000-2002 var hon ledamot av styrelsen för föreningen Forum – Kvinnor och Handikapp. Hon var mycket engagerad i bildandet av Transtrands friskola, då den tidigare kommunala skolan lades ner av Torsby kommun 2007.

## Bedrägeridom
Zettergren uppmärksammades såväl nationellt som internationellt för en bedrägerihärva där hon tagit över fyra miljoner kronor betalt av landstinget för hundratals icke-utförda behandlingar. När Värmlands Folkblad uppmärksammade historien lämnade Zettergren Sverige tillsammans med sin systerson som upplåtit sitt bankkonto för transaktionerna, och flydde till Thailand där hon efter en tid greps och utlämnades till Sverige.I september 2013 dömdes Zettergren av Värmlands tingsrätt till fängelse i tre år och sex månader för två fall av grovt bedrägeri, det ena mot Landstinget i Värmland och det andra mot sin före detta sambo. Domen överklagades till hovrätten, som fastställde tingsrättens dom men skärpte straffet till fyra års fängelse och skadestånd på 4,2 miljoner kronor. Zettergren  överklagade till Högsta Domstolen, som nekade prövningstillstånd, varvid hovrättsdomen stod fast.